# جينيفر هولت
جينيفر هولت (بالإنجليزية: Jennifer Holt) هي ممثلة أمريكية، ولدت في 10 نوفمبر 1920 بهوليوود في الولايات المتحدة، وتوفيت في 21 سبتمبر 1997 في المملكة المتحدة.

## وصلات خارجية
- جينيفر هولت على موقع IMDb (الإنجليزية)
- جينيفر هولت على موقع ألو سيني (الفرنسية)
- جينيفر هولت على موقع تيرنر كلاسيك موفيز (الإنجليزية)
- جينيفر هولت على موقع أول موفي (الإنجليزية)
- جينيفر هولت على موقع قاعدة بيانات الأفلام السويدية (السويدية)
- جينيفر هولت على موقع إن إن دي بي (الإنجليزية)
- جينيفر هولت على موقع قاعدة بيانات الفيلم (الإنجليزية)
- جينيفر هولت على موقع كينوبويسك (الروسية)